# Glyptocephalus stelleri
Glyptocephalus stelleri är en fiskart som först beskrevs av Schmidt, 1904.  Glyptocephalus stelleri ingår i släktet Glyptocephalus och familjen flundrefiskar. Inga underarter finns listade i Catalogue of Life.